# 야하기 호노카
야하기 호노카(矢作 穂香, 1997년 3월 7일 ~ )는 일본의 패션 모델, 배우이다. 2016년 6월까지 미키 호노카(未来 穂香)라는 예명으로 활동했다.

## 내력
2008년, 초등학교 6학년때 가족끼리 디즈니시에 갔을 때 스카우트되었다.
2009년 4월부터, 패션 잡지 《러브 베리》의 전속 모델로서 활동.
2010년, 영화 《마리아님이 보고계셔》로 주연. 《가면 라이더 오즈/OOO》로 사상 최연소 여성 간부 괴인으로서 메즐(인간태)을 연기했다. 10월부터, 《러브 베리》에서 《피치레몬》의 전속 모델로 활동.
2012년, 《더 텔레비전》 2013년 브레이크 예상에서 1위가 된다.
2013년 3월, 《피치레몬》의 전속 모델을 졸업했다. 3월 29일부터, CS 방송의 후지 TV TWO에서, 매주 금요일 심야 0:00부터 방영되는 드라마 《장난스런 Kiss~Love in TOKYO》에서, 주인공 아이하라 코토코 역을 연기했다. 이 드라마가 첫 주연작이다. 이 드라마는 중국이나 홍콩, 대만, 인도, 싱가폴에서 방송되었다. 4월, 칸사이 TV 드라마 《희미한 그녀》에 오카모토 카나 역으로 고정 출연. 10월부터 《non-no》의 전속 모델로 활동.
2014년 8월 말, 계약 만료가 되어 에버 그린 엔터테인먼트를 퇴사했고 공식 프로필 및 공식 블로그를 삭제했다. 그 후 개설한 블로그에서, 여배우 일을 계속해간다는 의욕을 표명했다. 이후 본인의 트위터를 제외하고 전부 삭제되었다. 계약이 만료 되기 전 촬영했던 영화 《사춘기 놀이》의 홍보에 참여하는 등 간간이 활동을 하다가 2015년 10월부터 미국 뉴욕에서 유학을 다녀왔으며, 2016년 3월 귀국을 했다.

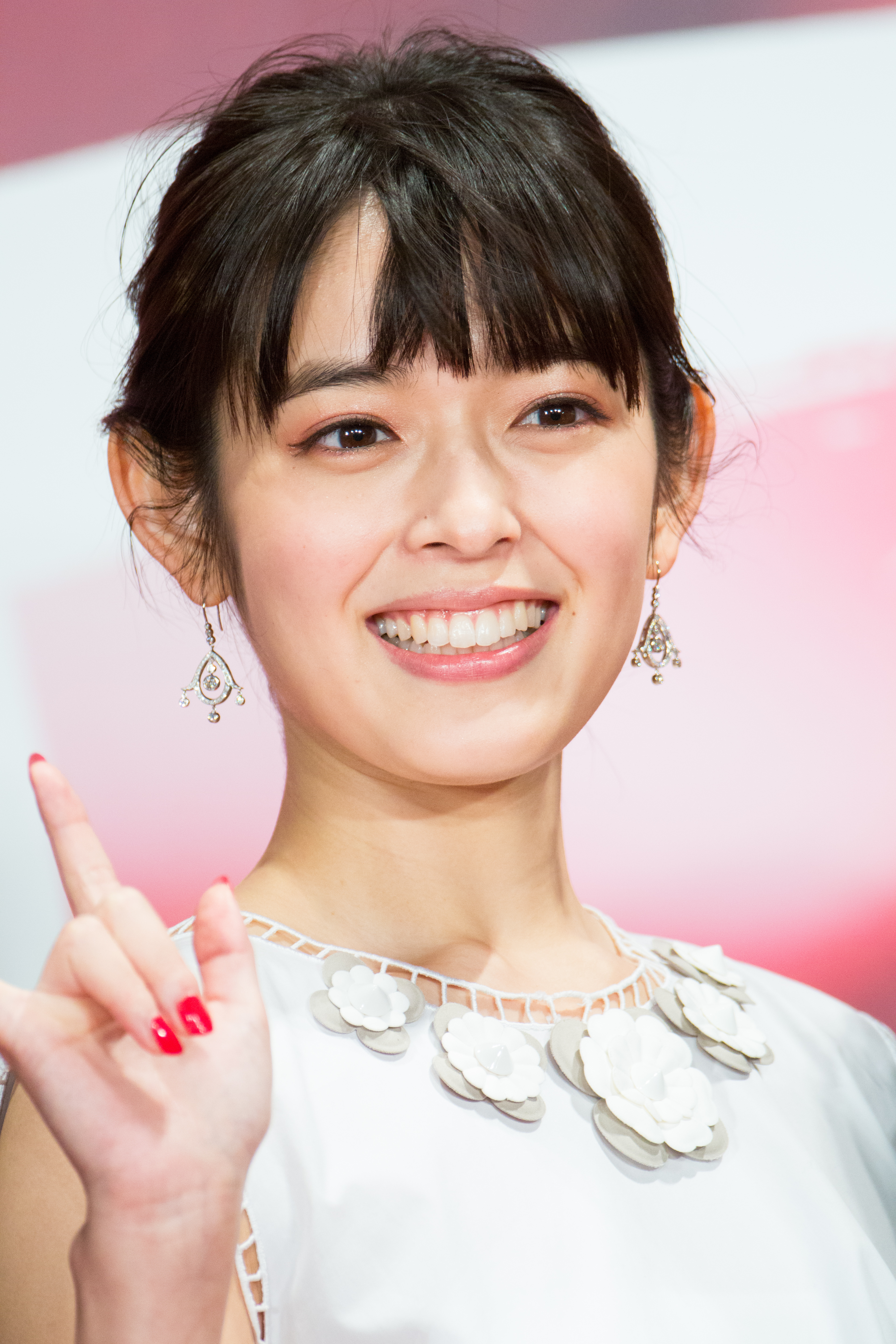
2017 도쿄 국제 영화제에서 야하기 호노카

2016년 7월 본인의 공식 블로그에서, 예명인 "미키 호노카"에서 본명인 "야하기 호노카"로 활동할 것이라고 표명했으며, 이후 2017년 4월 1일 켄온에 소속되었다.
2018년 《오늘밤 안아도 될까요》에서 2년 만에 드라마 주연을 맡았다. 드라마는 일본을 포함 세계 8개국에서 방송되었다.
2023년 9월 켄온과의 계약이 만료됐다.

## 인물
- 특기는 2살때 시작한 클래식 발레이다.[4] 또한 댄스도 잘해서 《장난스런 키스》등에서도 특기를 살리고 있다.
- 언니와 오빠가 있다.
- 좋아하는 말은, 〈초심을 잊지 마라〉.
- 동경의 여배우는 오드리 헵번과 앤 해서웨이. 장래의 꿈은 헵번처럼 국제적인 여배우가 되는 것으로 영어는 서투르지만 미국에도 가서 일해 보고 싶다는 것.

## 출연

### 드라마
- 꿈을 찾는 법 가르쳐준다 2 (2010년 3월 13일, 후지 TV) - 우사미 미카 역
- 가면라이더 오즈/OOO (2010년 9월 5일 ~ 2011년 8월 28일, TV 아사히) - 메즐(인간태) 역
- 클론 베이비 (2010년 10월 8일 ~ 12월 17일, TBS) - 아오야기 카나코 역
- 스즈키 선생님 (2011년 4월 25일 ~ 6월 27일, TV 도쿄) - 나카무라 카나 역
- 내일의 빛을 잡고 2 (2011년 7월 4일 ~ 9월 2일, 토카이 TV) - 카가 미유카 역
- 도시 전설의 여자 제7화 (2012년 5월 25일, TV 아사히) - 이시바시 린 역
- 잇큐 상 (2012년 6월 30일, 후지 TV) - 키쿄야 야요이 역
- 검은 여교사 제1화 (2012년 7월 20일, TBS) - 스도 나츠미 역
- 백호대~패배하지 않는 자들 (2013년 1월 2일, TV 도쿄) - 니시고 타이코 역
- 장난스런 Kiss~Love in TOKYO (2013년 3월 29일 ~ 7월 19일, 후지 TV TWO) - 주연·아이하라(이리에) 코토코 역
  - 장난스런 Kiss 2~Love in OKINAWA (2014년 9월 12일, 후지 TV)
  - 장난스런 Kiss 2~Love in TOKYO (2014년 11월 24일 ~ 2015년 4월 6일, 후지 TV)
- 희미한 그녀 (2013년 4월 9일 ~ 6월 18일, 칸사이 TV) - 오카모토 카나 역
- 텐마 씨가 간다 제5화 (2013년 8월 19일, TBS) - 마키하라 시오리 역
- 금요 프레스테이지 뒤틀린 인연 아기가 뒤바뀐 사건 42년의 진실 (2013년 10월 11일, 후지 TV) - 시마부쿠로 미유키 역
- D-NEXT 〈붉은 구두〉 (2013년 11월 6일, 닛폰 TV) - 주연·오오사키 리나 역
- 그날의 너에게, (2016년 8월 18일, BS 스카파!) - 주연·에리 역
- 귀족탐정 제10회 ・최종회 (2017년 6월 19일・26일, 후지TV) - 쿠도 마키 역
- 신주쿠 세븐 (2017년 11월 3일, TV 도쿄) - 쿠루미 리호 역
- 중요참고인 탐정 제4회 (2017년 11월 10일, TV 아사히) - 히가시 루나 역[5]
- 천재를 키운 부인 ~세계가 인정한 수학자와 아내의 사랑~ (2018년 2월 23일, YTV ) - 야마다 마유미 역
- 정의의 세 제2회 (2018년 4월 18일, NTV) - 마치다 마리아 역
- 우리들은 기적으로 되어 있다 (2018년 10월 9일 ~12월 11일, 칸사이 TV) - 아오야마 코토네 역
- 내 첫사랑을 너에게 바친다 (2019년 1월 19일 ~ 3월 2일, TV 아사히) - 타무라 유이코 역
- 가정부 남자 미타조노 시즌3 제4회（2019년 5월 10일, TV 아사히）- 겐카쿠 마사코 역
- 보이스 110 긴급 지령실 (2019년 7월 13일 ~ 9월 21일, 닛폰 TV) - 모리시타 아오이 역
- 이봐 선생님, 그거 모르지? (2019년 12월 4일 ~ 2020년 1월 17일, MBS) - 호시노 나나세 역
- 피넛버터 샌드위치 (2020년 4월 3일 ~ 5월 22일, MBS) - 주연·타치바나 츠바키 역
- 멋진 집 소믈리에 오샤코! (2020년 7월 16일 ~ 9월 3일, TV 도쿄) - 주연·예거 오샤코 역
  - 멋진 집 소믈리에 오샤코! 2 (2021년 10월 9일 ~ 12월 25일)
- 긴자 검은 고양이 이야기 제9화 Bar yu-nagi (2020년 9월 11일, 칸사이 TV) - 주연·스노하라 마이 역
- 세무조사관 마도기와 타로의 사건부 제35작 (2020년 12월 6일, BS-TBS) - 후지나미 치아키 역
- 감찰의 아사가오 제2시리즈 제10화 - 제13화 (20201년 1월 18일 ~ 2월 8일, 후지 TV) - 키타무라 마나 역
- 신의 카르테 제4화 (2021년 3월 8일, TV 도쿄) - 아유카와 메구미 역
- 칭찬 받고 싶은 나의 망상밥 제4화 (2021년 8월 1일, BS TV 도쿄) - 김수아 역
- 우치다 야스오 서스펜스 신・시나노의 콜롬보 2 북국가도 살인 사건 (2021년 8월 23일, TV 도쿄) - 타지리 후미코 역
- 시모베에 (2022년 1월 7일 ~, NHK 종합) - 키타지마 아키 역
- 훈제요리 라이프（2022년 4월 4일 ~ 6월 27일, BS松竹東急）- 사야마 카오루 역

### 웹 드라마
- 우리는 모두 죽었다♪ (2013년 12월 2일 ~ 2014년 2월 14일/2014년 7월 1일 ~ 9월 2일, NOTTV/TBS〔칸토 로컬〕) - 요시노 아카네 역
- 사마~즈 하우스 (2018년, 아마존 프리미엄 비디오)#14 '사진관' - 야마가와 나쓰미 역
- 오늘밤 안아도 될까요? (2018년 9월 29일~ 12월 15일, 히카리 TV) - 주연· 사에키 리코 역
- 주식회사 그레이 존 에이전시 (2020년 3월 23일 ~ 5월 25일, 유튜브 오리지널) - 사토시마 다에 역
- 주부 메종 (2021년 2월 26일 ~ 3월 26일 TELASA) - 카미야 이치카 역
- 쇼트 프로그램 (2022년 3월 1일, 아마존 프리미엄 비디오) - 타니무라 나오 역

### 영화
- NECK (2010년 8월 21일, 아스믹 에이스) - 유카리 쨩 역
- 마리아님이 보고계셔 (2010년 11월 6일, 졸리 로저) - 후쿠자와 유미 역
- 극장판 가면 라이더 오즈 WONDERFUL 장군과 21개의 코어메달 (2011년 8월 6일, 토에이) - 메즐(인간태) 역
- 리얼 술래잡기 4 (2012년 5월 19일, Thanks Lab.) - 유이 역
- 리얼 술래잡기 5 (2012년 5월 26일, Thanks Lab.) - 유이 역
- 영화 스즈키 선생님 (2013년 1월 12일, 카도카와 쇼텐/TV 도쿄) - 나카무라 카나 역
- 고속 할머니 (2013년 7월 27일, 트래비스) - 주연·아야네 역
- 에노시마 프리즘 (2013년 8월 10일, 비디오 플래닝) - 쿄코 역
- 방과후 로스트 에피소드 1 〈리틀 트립〉 (2014년 8월 2일, 프로젝트 던) - 주연·유키 역
- 사춘기 놀이 (2014년 8월 23일, 아이에스 필드) - 주연·하스미 타카네 역
- 크레바니, 사랑의 터널 (2015년, 신쥬쿠 K’s cinema.) - 주연·카시와기 하토하 역
- 하나카타미 (2017년) - 에마 미나 역
- 코이노 하나시어터 - 오쿠자키 아이미 역 (2018년)
- 사라져라, 군청 - 호리 역 (2019년)

### 무대
- 우사니 (2012년 8월 3일 ~ 26일, 르 테아트르 긴자 by PARCO) - 에코 역
- 여름 환영 (2012년 9월 1일 ~ 6일, AQUA studio) - 마이 역
- MOTHER 마더~특공의 어머니 토리하마 토메 이야기~ (2012년 9월 20일 ~ 23일, 신국립극장) - 모리 요코 역
- 푸른 계절 (2013년 1월 11일 ~ 16일, AQUA studio)
- 아바돈의 소굴 (2013년 7월 19일 ~ 24일, AQUA studio)
- 상록 고교 연극부 (2014년 1월 10일 ~ 19일, AQUA studio)
- 아타미 살인사건 (2014년 1월 12일 ~ 19일, AQUA studio) - 하나코 역
- 大きな虹のあとで～不動四兄弟

## 그 외 활동

### CM
- 도쿄 가스 안전 (2012년 3월 ~ )
- B-R 서티원 아이스크림 (2012년 4월 ~ )
- 산요 식품 삿포로 이치방 시오 라멘 (2013년 5월 ~ )
- 로손 프로즌 스위츠 (2013년 7월 ~ )
- DeNA 파즈오쿠~상쾌 퍼즐 게임 (2014년 4월 ~ )

### PV
- MONKEY MAJIK 〈If〉 (2013년 2월 27일)

### 광고
- 소방청/일본 손해 보험 협회 전국 통일 화재 예방 운동 이미지 캐릭터 (2013년)
- 자전거 주차장 정비 센터 이미지 캐릭터 (2013년)

### 이벤트
- 미키 호노카 캘린더 발매 (2013년 12월 14일, 도쿄 후쿠야 서점 신쥬쿠 서브나드점)

### 게임
- 로스트 디멘션 (2014년 8월 7일, 후류) - 요코 타치바나 역

## 서적

### 잡지
- 러브 베리 (2009년 5월호 ~ 2011년 9월호, 토쿠마 쇼텐) - 전속 모델
- 피치레몬 (2011년 11월호 ~ 2013년 4월호, 각켄 퍼블리싱) - 전속 모델
- non-no (2013년 11월호 ~ 2014년 10월호, 슈에이샤) - 전속 모델

### 사진집
- 야하기 호노카 I'm just me (2019년 9월 27일)

## 수상 내역
| 연도 | 시상식                  | 부문                                 | 작품                          |
| ---- | ----------------------- | ------------------------------------ | ----------------------------- |
| 2015 | 제3회 드라마피버 어워즈 | 베스트 커플상(With. 후루카와 유우키) | 장난스런 Kiss 2~Love in TOKYO |